# Katharinenberg 34/35 (Stralsund)

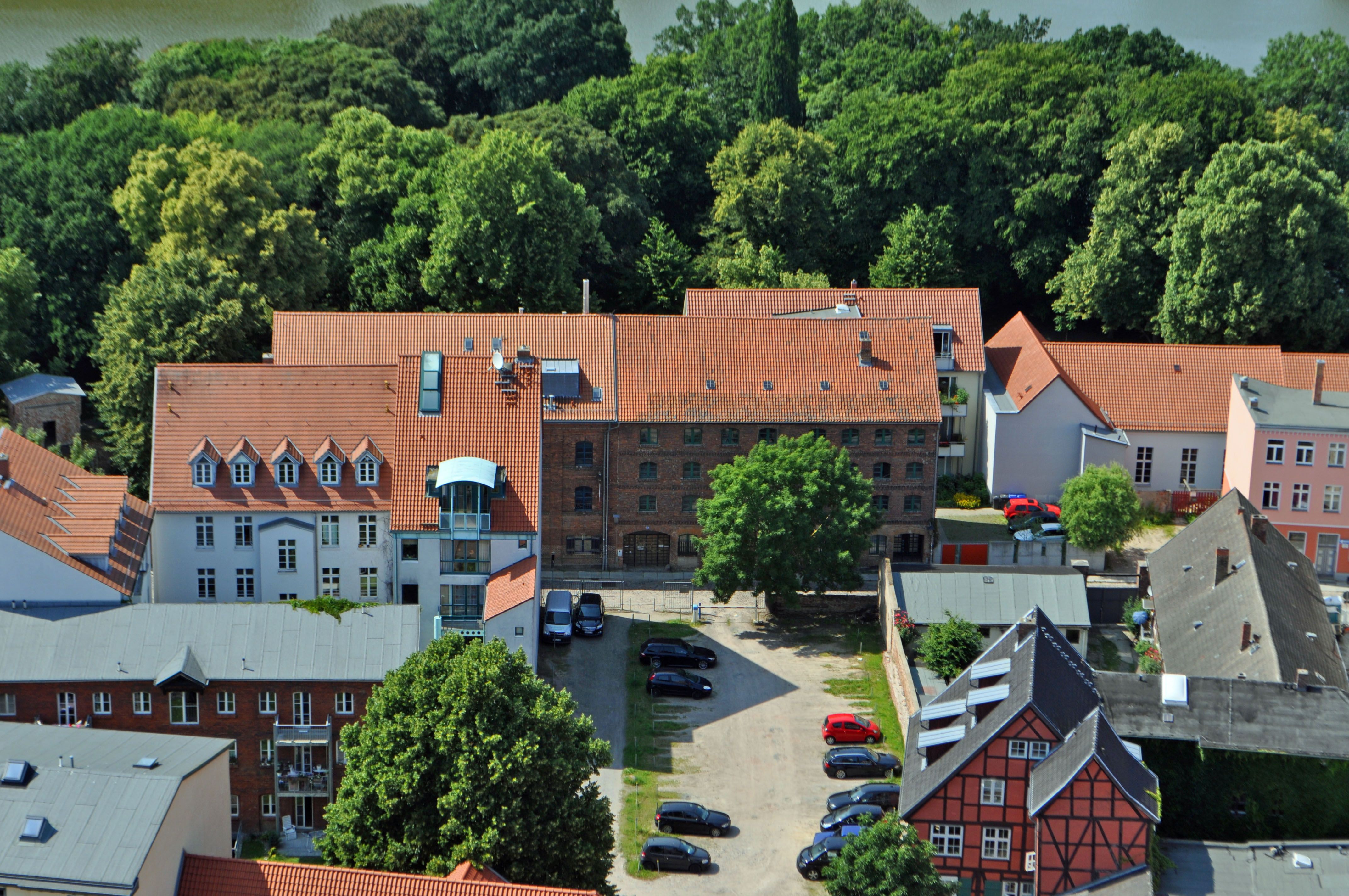
Das Gebäude Katharinenberg 34/35 in Stralsund (2012)

Das Gebäude mit der postalischen Adresse Katharinenberg 34/35 ist ein denkmalgeschütztes Bauwerk in der Straße Katharinenberg in Stralsund.
Der langgestreckte Backsteinbau wurde im dritten Viertel des 19. Jahrhunderts errichtet. Er diente als Speichergebäude.
Er besteht aus zwei Baukörpern. Beide Teile weisen segmentbogige Lukenöffnungen auf. Der nördliche Bauteil, die Nummer 34, ist viergeschossig. Zwischen den Geschossen verlaufen Zahnfriese, auch Deutsches Band genannt. Der südliche Bauteil, die Nummer 35, ist dreigeschossig ausgeführt. Seine Fassade ist mit Lisenen gegliedert.
Das Haus liegt im Kerngebiet des von der UNESCO als Weltkulturerbe anerkannten Stadtgebietes des Kulturgutes „Historische Altstädte Stralsund und Wismar“. In die Liste der Baudenkmale in Stralsund ist es mit der Nummer 393 eingetragen.